# Зашто да не!
Зашто да не! је осми студијски албум југословенске и српске новоталасне групе Електрични оргазам. Објављен је 19. новембра 1994. године од стране дискографске куће ПГП РТС.
Албум је сниман од 10. маја до 10. јула 1994. године у студију „М” у Новом Саду и студију „5” ПГП РТС-а у Београду, а продуцирао га је Срђан Гојковић Гиле. На албуму се налазе 23 песме.
Ово је први албум групе који је изашао на ЦД.

## Позадина
Електрични оргазам је наступао на манифестацији Рокенрол заувек априла 1994. године.
Пред сам излазак албума је преминуо Милан Младеновић, који је сарађивао са Гилетом у антиратној супергрупи Римтутитуки.

## О албуму
Албум садржи хитове "Спојимо се сад", "Да си тако јака", "Прљава мала девојчица", насловна нумера итд.
На омоту се налази минијатурна реплика албума Les Chansones Populaires из 1983. године. На полеђини омота се налази стрип о Лоли, прљавој малој девојчици.
Албум је праћен спотовима за насловну нумеру, "Спојимо се сад" (оригинална верзија је снимљена у Лондону, док је друга верзија снимљена за филм Два сата квалитетног програма),  "Да си тако јака", "Прљава мала девојчица" (који је такође снимљен за Два сата квалитетног програма), "Дај ми склониште" и "Кажу ми да те вратим мами".

## Листа песама

### А страна
| №  | Назив                                                   | Трајање |  |
| 1. | (флаута - Ненад Чанак, вокал (рефрен) - Ненад Рацковић) | 2:24    |  |
| 2. |                                                         | 1:44    |  |
| 3. | Никог више не чекам (саксофон - Неша Петровић)          | 3:11    |  |
| 4. | Ја сам сасвим нормалан                                  | 3:30    |  |
| 5. | Зашто да не                                             | 4:18    |  |

### Б страна
| №  | Назив                                                      | Трајање |  |
| 1. | Кажу да те вратим мами                                     | 2:46    |  |
| 2. | Дај ми склониште (вокал - Мања, Цане Партибрејкерс)        | 2:44    |  |
| 3. | Овај пут је твој (флаута - Ненад Чанак, виолина - Штукеља) | 3:07    |  |
| 4. | Дајем љубав                                                | 2:20    |  |
| 5. | Спојимо се сад (саксофон - Неша Петровић)                  | 4:51    |  |
| 6. | Прљава мала девојчица                                      | 1:55    |  |

### Ц страна
| №  | Назив                                               | Трајање |  |
| 1. | Мој живот је параноја (вокали - Цане Партибрејкерс) | 2:34    |  |
| 2. | Ослободи се (У кругу светлости)                     | 3:22    |  |
| 3. | Да си тако јака                                     | 4:57    |  |
| 4. | А ти ме опет зовеш                                  | 3:26    |  |
| 5. | Шклоке плоке флонге                                 | 1:09    |  |
| 6. | Расипам се                                          | 3:25    |  |

### Д страна
| №  | Назив                                   | Трајање |  |
| 1. | Метадонска терапија                     | 3:03    |  |
| 2. | Престани (вокал (рефрен) - Мања и Цане) | 3:25    |  |
| 3. | Јак као камен                           | 5:04    |  |
| 4. | Халуцинације                            | 2:55    |  |
| 5. | Хуни и Авари навиру                     | 2:23    |  |
| 6. | Сијај сад као ново Сунце                | 4:18    |  |

## Учествовали на албуму
- Срђан Гојковић — гитара, вокал
- Зоран Радомировић Шваба — бас гитара, вокал
- Горан Чавајда — бубњеви, вокал, диџериду
- Бранислав Петровић Банана — гитара, вокал, клавир, виолина, ксилофон
- Срђан Тодоровић — бубњеви, удараљке, даире
- Дејан Радисављевић Роле — гитара
- Зоран Загорчић — клавир

## Обраде
Да си тако јака - Тишина (Бајага и инструктори)